# Železniško postajališče Homec pri Kamniku
Železniško postajališče Homec pri Kamniku je eno izmed železniških postajališč v Sloveniji, ki oskrbuje bližnje naselje Homec.